# Фугу в мундире
«Фу́гу в мунди́ре» — рассказ Сергея Лукьяненко. Был написан в 1992 году. Первые публикации — в журнале «Миры» и в сборнике «Лорд с планеты Земля» в 1994 году. В 1995 году получает премию фестиваля «Интерпресскон» за лучшее произведение в номинации «Малая форма». В дальнейшем неоднократно переиздавался.

## Сюжет
На основании результатов всенародного референдума о судьбе Курильских островов, Япония взяла Россию под свой суверенитет. Сергей и Валера работают в Японии, строят сады камней. По правилам сад состоит из девяти камней, но с любого места должны быть видны только восемь. В отсутствие начальника-японца Сергей случайно сдвинул метки, на которые должны быть поставлены два последних камня. Попытки самостоятельно исправить ситуацию не увенчались успехом, поэтому друзья решили не ставить девятый камень вообще. Хитрость была замечена — и хозяин сада, не вынеся позора, сделал себе харакири на глазах у друзей и коллег, пришедших посмотреть на такое диво.
У Сергея есть конверт, который может дойти в прошлое, и многие хотят его заполучить. Но он отправляет его самому себе.

## История написания
По словам автора, основной причиной написания этого рассказа была покупка пишущей машинки «Brother Deluxe», после чего он написал «пять своих лучших рассказов за неделю». Тем не менее, дата этого события остаётся неясной; вероятнее всего: 1992 год.